# Toachel Mid
Toachel Mid (auch: Armitjttoakl, Arumizu, Taogil Mid Passage, Toachel er Ngermid, Toagel Mid, Toagil Mid Passage und Koror-Babeldaob Channel) ist ein Kanal im Inselstaat Palau, der die beiden Hauptinseln Babeldaob und Koror voneinander trennt.

## Namen
Aufgrund der Kolonialgeschichte trägt der Kanal zahlreiche weitere Namen: Ogurutaageru Passage, Ogurutageru Durchfahrt (deutsch), Ogurutageru-suidō (japanisch), Pipiroi Inlet.

## Geographie
Der Kanal beginnt im Westen in der Komebail Lagoon, wo die Japan-Palau Friendship Bridge die beiden Inseln und speziell die Siedlungen Ngetkib Hamlet und Ngerbodel Hamlet verbindet. Er zieht nach Südosten, wo er sich östlich von Koror zu einer kleinen Lagune weitet, um dann weiter nach Süden zu verlaufen. Die Inselchen Ngeream, Garreru, Ngedert, Omelochel auf der Nordostseite (Airai), sowie Ullemetamel, Itelblong, Ordachel auf der Westseite (Rock Islands) bilden dort mit den angrenzenden Riffen (Omekang Barrier Reef) die Begrenzung im Süden des Kanals. Im Süden schirmt das Uchelbeluu Barrier Reef den Kanal vom offenen Meer ab.